# Saint-Aubin-de-Courteraie
Saint-Aubin-de-Courteraie – miejscowość i gmina we Francji, w regionie Normandia, w departamencie Orne.
Według danych na rok 1990 gminę zamieszkiwało 127 osób, a gęstość zaludnienia wynosiła 13 osób/km² (wśród 1815 gmin Dolnej Normandii Saint-Aubin-de-Courteraie plasuje się na 759. miejscu pod względem liczby ludności, natomiast pod względem powierzchni na miejscu 522.).